# Iwantiejewka
Iwantiejewka (ros. Ивантеевка) – miasto w Rosji, w obwodzie moskiewskim, 41 km na północny wschód od Moskwy. W 2021 liczyło 82 779 mieszkańców.